# Karl Olov Öster
Karl Olov Öster, född 17 november 1940 i Östhammar, är en svensk jurist och ämbetsman.
Öster blev juris kandidat vid Stockholms universitet 1965 och anställdes, efter tingsmeritering 1965–1968, som kanslisekreterare vid Jordbruksdepartementet 1968. Han blev departementssekreterare 1970, kansliråd 1975, departementsråd 1977 och expeditionschef 1983. Öster var generaldirektör för Fiskeriverket 1998–2004.